# Damsay
Damsay (dal norreno, isola degli stagni, o anche Isola di St Adamnan) è un'isola situata nell'arcipelago delle Orcadi in Scozia. Si estende approssimativamente per 18 ettari (0,07 miglia quadrate) ed il suo punto più elevato raggiunge solo gli 11 metri (36 piedi) sul livello del mare. L'isola è situata nella Bay of Firth, nella parte settentrionale delle isole Orcadi, vicino Finstown. Nelle sue vicinanze si trova l'isolotto  più piccolo denominato Holm of Grimbister.
L'isola è attualmente disabitata, tuttavia vi si trovava un insediamento norvegese: fu la scena del massacro di Earl Erlend da parte di Earls Rognvald e Harald nel 1154. Erlend celebrò il Natale sull'isola, dopodiché si ritirò sulla sua barca per ubriacarsi. Egli ed i suoi uomini vennero colti di sorpresa e assassinati, nonostante il chiarore notturno dovuto alla luna piena.
Più tardi fu costruito sull'isola un convento riservato alle suore, poiché la leggenda narrava che nessuna rana o rospo (e neanche nessun topo) era in grado di vivere sull'isola stessa. Si diceva che le donne non sposate che fossero rimaste incinte si sarebbero raccolte in preghiera nel santuario abbandonato di St.Mary..
Jo Ben, nella sua Descrizione delle Orcadi del 1529, diceva di Damsay:
La chiesa dell'isola è dedicata alla Vergine Maria, alla Quale tutte le donne in stato interessante fanno visita. Nessuna rana, rospo o altro animale terrestre nocivo è mai stato trovato qui. Le donne del posto sono sterili, e, qualora rimanessero incinta, non porterebbero avanti la gravidanza. Sembra che talvolta le persone arroganti siano portate via dalla riva per lo spazio di un'ora, ma successivamente vengano riportati indietro. La distanza dell'isola da Kirkwall è di due miglia.»
(Orkneyjar history)